# Volksbank Stein Eisingen
Die Volksbank Stein Eisingen eG war eine Genossenschaftsbank mit Sitz in Königsbach-Stein. Das Geschäftsgebiet erstreckte sich von Pforzheim bis Karlsruhe mit den Gemeinden Königsbach-Stein, Eisingen, Kämpfelbach und Neulingen. Die Bank hatte ca. 12.500 Kunden, von diesen waren 6.700 zugleich Mitglieder der Bank.
Im Geschäftsbereich der Immobilienvermittlung bildete die Volksbank Stein Eisingen eG mit der Volksbank Wilferdingen-Keltern eG und der Raiffeisenbank Bauschlott eG den VR ImmobilienVerbund.

## Geschichte
Am 13. März 1864 gründeten einige  Bürger den Vorschussverein Stein. Um dem weiteren Fortschreiten der technischen und juristischen Anforderungen gerecht zu werden, schlossen sich die Genossenschaftsbanken in Göbrichen, Nußbaum und Bilfingen mit der Raiffeisenbank Stein zusammen. Im Jahre 2004 fusionierten die Volksbank Stein und die Raiffeisenbank Eisingen zur Volksbank Stein Eisingen eG. Im Jahre 2017 folgte die Fusion der Volksbank Stein Eisingen, der Raiffeisenbank Bauschlott, der VR Bank im Enzkreis und der Volksbank Wilferdingen-Keltern auf die VR Bank Enz plus eG.

## Aus- und Weiterbildung
Das Ausbildungsangebot der Volksbank Stein Eisingen eG reichte von der 2,5-jährigen Ausbildung zum Bankkaufmann über die verkürzte Ausbildung zum Finanzassistenten.

## Genossenschaftliche Finanzgruppe der Volksbanken Raiffeisenbanken
Die Bank war Teil der genossenschaftlichen Finanzgruppe Volksbanken Raiffeisenbanken und Mitglied beim Bundesverband der Deutschen Volksbanken und Raiffeisenbanken (BVR) sowie dessen Sicherungseinrichtung. Der gesetzliche Prüfungsverband war der Baden-Württembergischer Genossenschaftsverband.

## Gesellschaftliches Engagement
Traditionell übernahm die Volksbank Stein Eisingen als regionaler Förderer Verantwortung in Sozialem, Sport, Kultur und Jugendarbeit. Inbegriffen waren u. a. Kooperationen mit Vereinen und Schulen sowie gemeinnützigen Institutionen.